# 박성연 (배우)
박성연(1975년 6월 24일 ~ )은 대한민국의 배우이다.

## 학력
- 단국대학교 연극영화학과 (졸업)

## 연극
- 《변호사 바이론》

## 영화
- 2000년 《박하사탕》
- 2003년 《사춘기》
- 2006년 《양아치어조》
- 2010년 《의형제》
- 2011년 《혜화, 동》
- 2011년 《의뢰인》 - 직장 동료 역
- 2011년 《평범한 하루》
- 2012년 《목격자의 밤》
- 2019년 《82년생 김지영》 - 김 팀장 역
- 2022년 《말임씨를 부탁해》 - 미선 역
- 2023년 《소울메이트》 - 성연 역
- 2024년 《오랜만이다》 - 영희 역

## 드라마
- 2019년 tvN 《어비스》 - 박미순 역
- 2019년 SBS 《시크릿 부티크》 - 우선정 역
- 2020년 tvN 《청춘기록》 - 이경미 역
- 2020년 KBS2 《도도솔솔라라솔》 - 승기의 어머니 역
- 2021년 tvN 《마인 : MINE》 - 주민수 역
- 2021년 JTBC 《너를 닮은 사람》 - 이동미 역
- 2021년 tvN 《멜랑꼴리아》 - 유선아 역
- 2021년 KBS2 《드라마 스페셜 - 사이렌》 - 서혜선 역
- 2022년 tvN 《우리들의 블루스》 - 가사 조사관 역 (특별출연)
- 2022년 KBS2 《붉은 단심》 - 최 상궁 역
- 2022년 ENA 《구필수는 없다》 - 오샤론 역
- 2022년 Netflix 《글리치》 - 최성주 역
- 2023년 쿠팡플레이 《미끼》 - 한다정 역
- 2023년 JTBC 《힙하게》 - 정현옥 역
- 2023년 Netflix 《정신병동에도 아침이 와요》 - 내과 수쌤 역
- 2024년 MBN 《세자가 사라졌다》 - 김 상궁 역
- 2024년 tvN 《눈물의 여왕》 - 강미 역
- 2025년 tvN 《언젠가는 슬기로울 전공의생활》 - 표남경의 어머니 역
- 2025년 KBS2 《24시 헬스클럽》 - 임성임 역
- 2025년 Disney+ 《나인 퍼즐》 - 공영임 역
- 2025년 JTBC 《착한 사나이》 - 고정님 역